# NSU 2.0
NSU 2.0 is een Duitse extreemrechtse terreurorganisatie. De organisatie is verantwoordelijk voor het verzenden van doodsbedreigingen, bombrieven en andere bedreigingen verzonden via fax, e-mail en sms. De afkorting is een verwijzing naar de extreemrechtse terroristische groepering Nationalsozialistischer Untergrund (NSU), die tussen 2000 en 2007 minstens tien mensen heeft vermoord, waarvan negen om racistische redenen.
Volgens de nationale recherche van Hessen (LKA) zijn van augustus 2018 tot 21 juli 2020 minstens 69 dreigbrieven gestuurd naar 27 verschillende personen en instellingen in acht Duitse deelstaten. Onder de geadresseerden bevinden zich de advocaten Seda Başay-Yıldız, Mustafa Kaplan en Mehmet Daimagüler, die slachtoffers hebben vertegenwoordigd in het Nationalsozialistischer Untergrund Proces. Politiek actieve kunstenaars, antiracistische campagnevoerders en linkse politici zijn andere personen die bedreigd worden door NSU 2.0.
Uit onderzoek van 2020 blijkt dat de bedreigingen worden verzonden via officiële politienetwerken.